# Пецица
Пецица (Peziza) — рід грибів родини Пецицові (Pezizaceae). Назва вперше оприлюднена 1822 року.

## Поширення та середовище існування
Ростуть на землі, згнилій деревині або гної. Більшість представників цього важко визначити як окремі види без використання мікроскопії.
В Україні зростають:
- Pezicula frangulae
- Pezicula ocellata
- Peziza ampliata
- Peziza arenaria (Peziza howsei)
- Peziza badia — Пецица каштанова
- Peziza brunneoatra
- Peziza depressa
- Peziza echinospora
- Peziza fimeti
- Peziza saniosa
- Peziza succosa
- Peziza varia (Peziza cerea, Peziza micropus, Peziza repanda)
- Peziza vesiculosa — Пецица пухирчаста
- Peziza violacea[14]

## Галерея

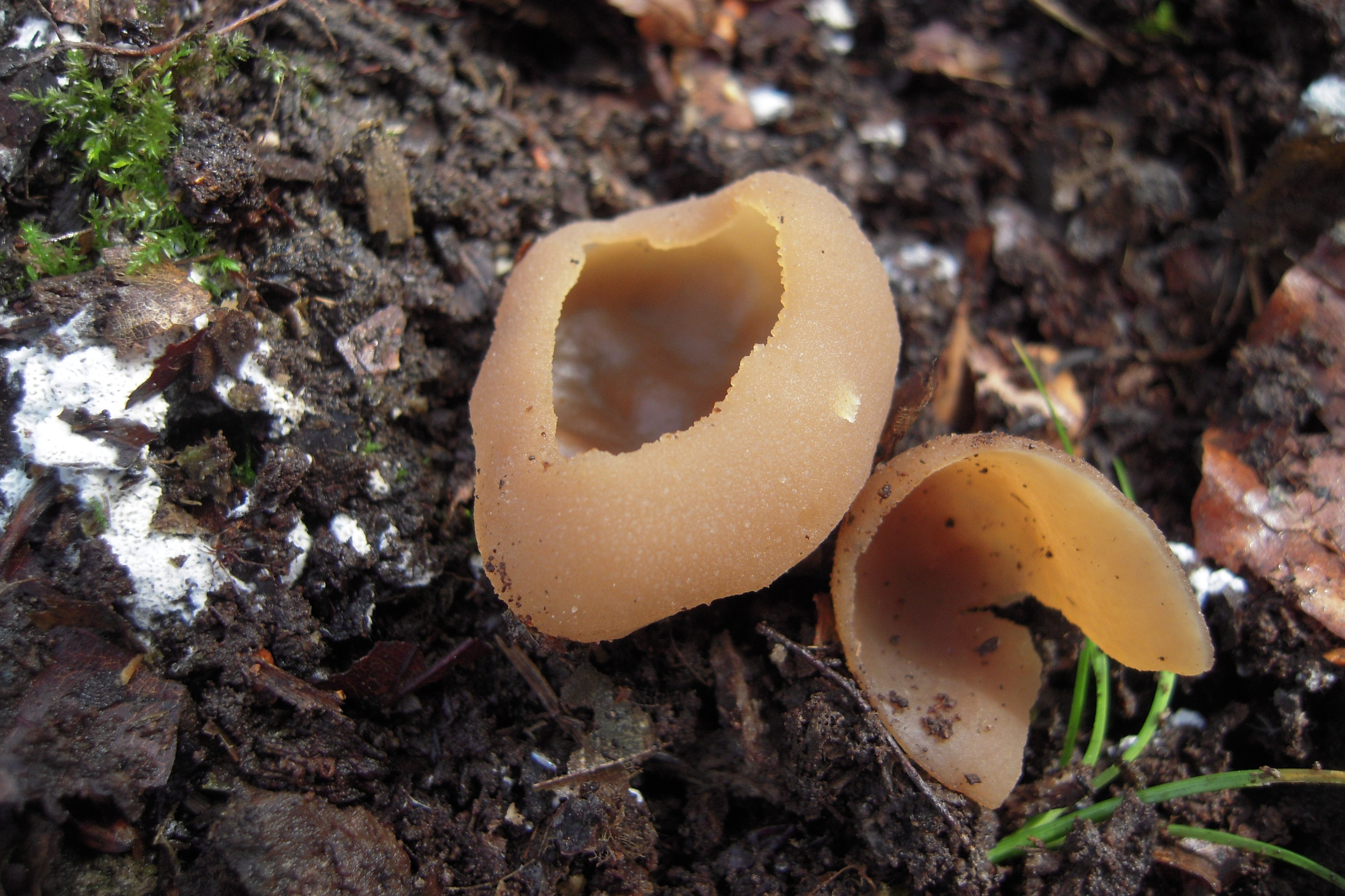
Peziza vesiculosa
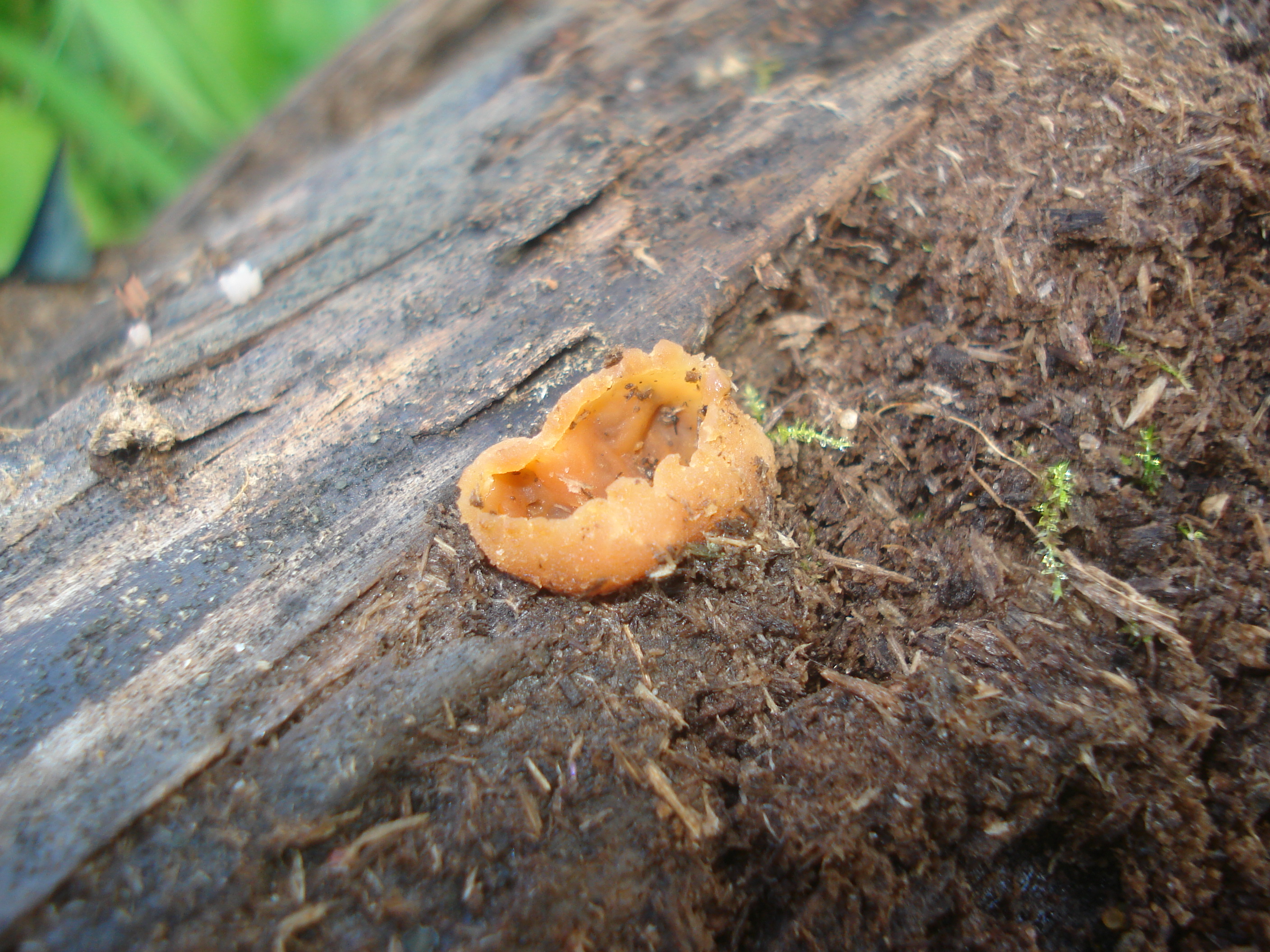
Peziza micropus
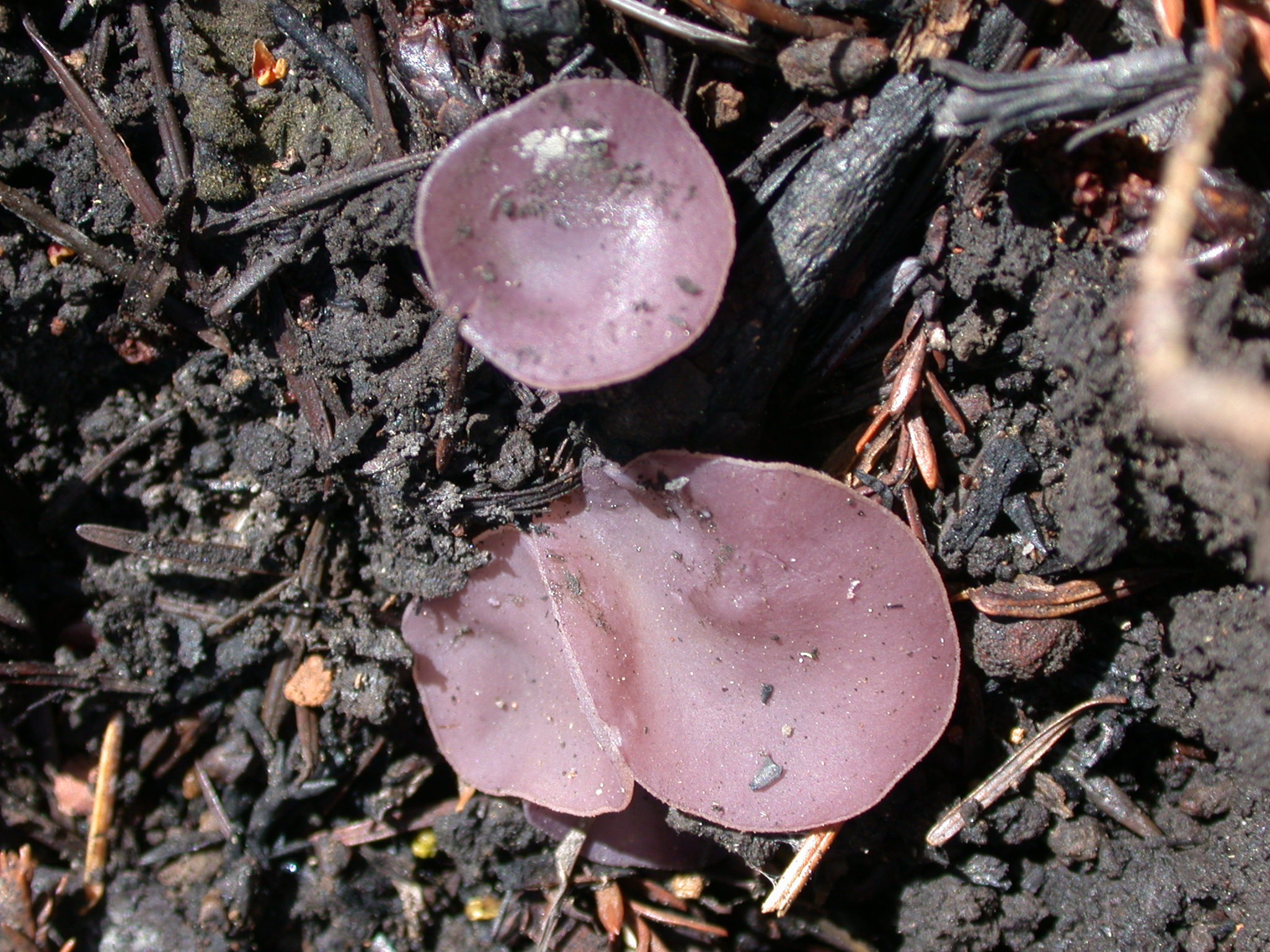
Peziza violacea
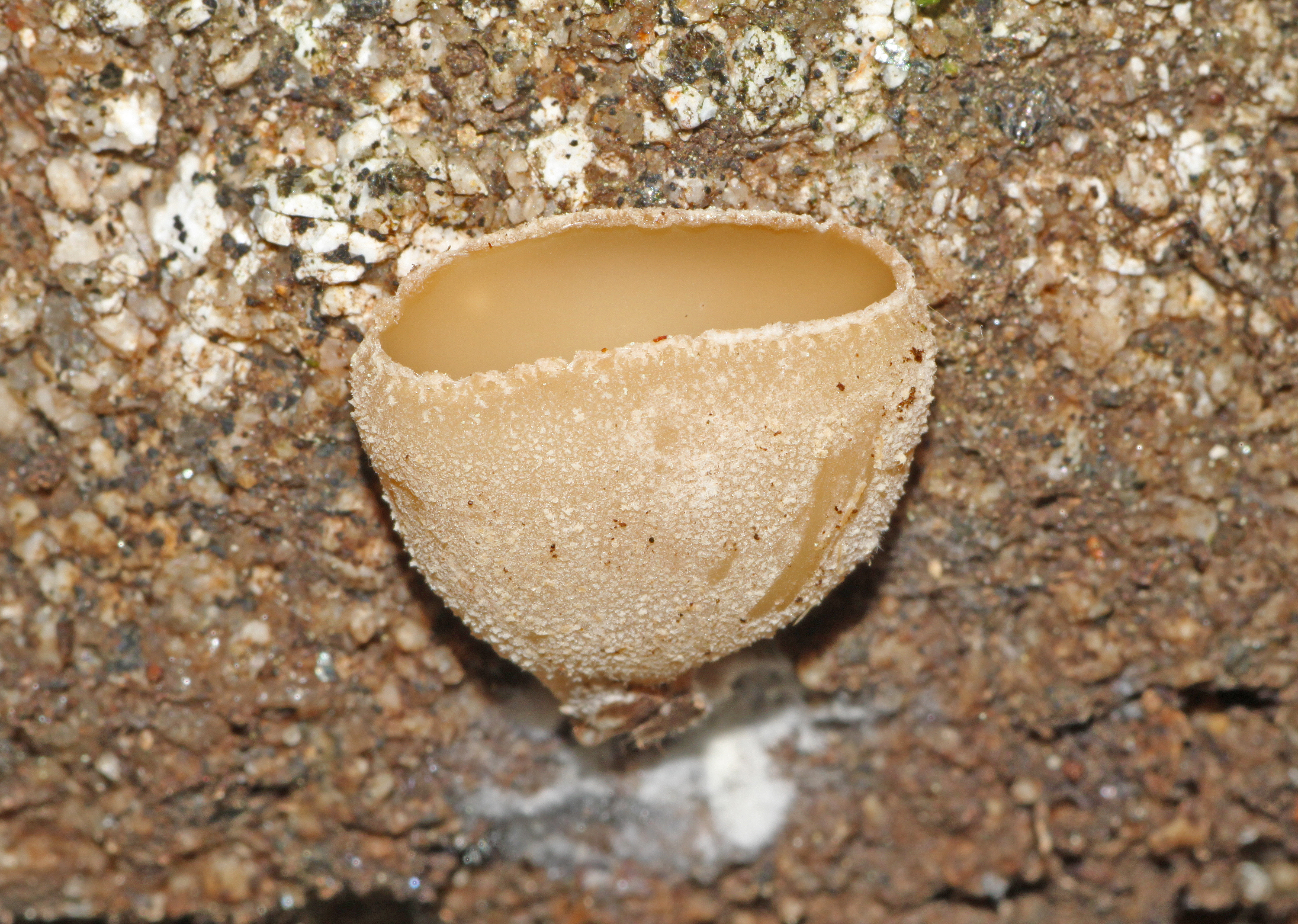
Peziza cerea